# Eberard IV de Nordgau
Eberard IV de Nordgau, mort el 18 de desembre de 972/973 fou comte de Nordgau. És el gran dels quatre nens d'Hug III de Hohenburg i I de Nordgau o Baixa Alsàcia i de la seva dona, Hildegarda de Ferrette.

## Biografia
Va succeir al seu pare el 940, conjuntament amb el seu germà Hug d'Eguisheim. El 959 va entregar a Otó I del Sacre Imperi Romanogermànic l'abadia de Lure.
Va governar al Nordgau del 940 a 951 data en la qual va abdicar a favor del seu fill Hug II de Nordgau o Baixa Alsàcia (951-984), i es va retirar a la seva terra d'Altorf on va morir el 972/973.

## Filiació
Es va casar amb Luitgarde, filla de Wigeric de Bidgau i de la seva dona Cunegunda de França. D'aquest matrimoni van néixer:
- Hug II de Nordgau, comte de Nordgau o Baixa Alsàcia i comte d'Egisheim,
- Adalbert d'Alsàcia
- Hug, monjo a Altorf,
- Gerard d'Alsàcia
- Adelaida (+1037), casada en primeres noces amb Enric de Francònia, del qual tindrà a Conrad II el Sàlic, emperador del Sacre Imperi.
- Hedwiga, casada amb Sigifred de Luxemburg, del que va tenir a santa Cunegunda.